# 2013년 간쑤성 지진
2013년 간쑤 성 지진은 2013년 7월 22일 현지 시간 오전 7시 45분 중국 간쑤성 딩시 시에서 발생한 지진이다.

## 같이 보기
- 중국의 지진 목록